# Loxoblemmus neoarietulus
Loxoblemmus neoarietulus är en insektsart som beskrevs av Wang, Yuwen 1992. Loxoblemmus neoarietulus ingår i släktet Loxoblemmus och familjen syrsor. Inga underarter finns listade i Catalogue of Life.